# Nokere Koerse 1997
La Nokere Koerse 1997, cinquantaduesima edizione della corsa, si svolse il 19 marzo per un percorso di 160 km, con partenza a Oudenaarde ed arrivo a Nokere. Fu vinta dal belga Hendrik Van Dyck della squadra TVM-Farm Frites, che bissò il successo dell'anno precedente, davanti al connazionale Wim Feys e all'olandese Bart Voskamp.

## Ordine d'arrivo (Top 10)
| Pos. | Corridore         | Squadra                 | Tempo    |
| ---- | ----------------- | ----------------------- | -------- |
| 1    | Hendrik Van Dyck  | TVM-Farm Frites         | 4h04'00" |
| 2    | Wim Feys          | Lotto-Mobistar-Isoglass | a 20"    |
| 3    | Bart Voskamp      | TVM-Farm Frites         | s.t.     |
| 4    | Servais Knaven    | TVM-Farm Frites         | s.t.     |
| 5    | Aart Vierhouten   | Rabobank                | a 32"    |
| 6    | Hans De Clercq    | Palmans-Lystex          | s.t.     |
| 7    | Michael Boogerd   | Rabobank                | a 46"    |
| 8    | Steffen Kjærgaard | TVM-Farm Frites         | a 2'06"  |
| 9    | Koos Moerenhout   | Rabobank                | s.t.     |
| 10   | Sergej Ivanov     | TVM-Farm Frites         | s.t.     |